# Pterichis habenarioides
Pterichis habenarioides är en orkidéart som först beskrevs av Friedrich Carl Lehmann och Friedrich Fritz Wilhelm Ludwig Kraenzlin, och fick sitt nu gällande namn av Rudolf Schlechter. Pterichis habenarioides ingår i släktet Pterichis och familjen orkidéer. Inga underarter finns listade i Catalogue of Life.